# آویزافون
آویزافون (انگلیسی: Avizafone) یک پیش داروی محلول در آب از مشتقات بنزودیازپین دیازپام است. می‌توان آن را به صورت عضلانی تجویز کرد.
آویزافون توسط آنزیم‌های خون متابولیزه می‌شود و داروی فعال دیازپام را تشکیل می‌دهد. این عمدتاً به عنوان یک پادزهر برای مسمومیت با عوامل عصبی ارگانوفسفره استفاده می‌شود.